# کارکوفورو
کارکوفورو (به ایتالیایی: Carcoforo) یک کومونه در ایتالیا است که در استان ورسلی واقع شده‌است.

## خصوصیات
کارکوفورو ۲۲٫۸ کیلومترمربع مساحت و ۷۸ نفر جمعیت دارد.